# John Akeroyd
John Robert Akeroyd (n. 1952) este un botanist britanic.

## Biografie
A urmat studii de botanică la Universitatea Saint Andrews, pe care le-a continuat la Universitatea Cambridge, unde a urmat studii de doctorat în genetica ecologică a buruienilor. A efectuat apoi studii postdoctorale la Trinity College din Dublin⁠(d) (1979–1981), unde a colaborat cu profesorul David Allardice Web⁠(d), apoi a obținut o serie de burse de cercetare postdoctorală la Departamentul de Botanică al Universității din Reading⁠(d) (1981–1989). În perioada 1983–1989, cât a activat în cadrul Universității din Reading, s-a ocupat cu revizuirea volumului 1 din Flora Europaea⁠(d) (1964), care a fost publicat într-o ediție revizuită de el în anul 1993. A fost ales membru al Linnean Society of London (FLS) în 1982.
A cules plante din regiunea mediteraneană (în special din Grecia și din regiunea Sicilia a Italiei, unde a colaborat cu dr. Stephen Jury și cu alți botaniști) și din Irlanda și a contribuit la ierbarul Universității Reading. John Akeroyd este autoritatea botanică⁠(d), pentru aproape douăzeci de taxoni, cum ar fi Arenaria serpyllifolia⁠(d) L. subsp. aegaea (Rech.f. ) Akeroyd.
I-a succedat lui William Stearn⁠(d) ca editor al Annales Musei Goulandris⁠(d) în 1999 și a îndeplinit, de asemenea, funcția de editor al revistei Watsonia⁠(d). A fost vicepreședinte al Botanical Society of Britain and Ireland⁠(d) (BSBI), s-a implicat activ ca arbitru în determinarea plantelor din familia botanică Polygonaceae și a altor taxoni și a făcut parte, de asemenea, din Comitetul de Reuniuni și Publicații al BSBI. A publicat frecvent începând din 1989 articole populare despre botanică și conservarea naturii și, împreună cu Hugh Synge⁠(d), a fondat în anul 1995 publicația Plant Talk, prima revistă pentru conservarea plantelor la nivel global, asociată Proiectului Eden⁠(d). Este cunoscut, de asemenea, pentru abilitățile sale culinare.

## Publicații (selecție)
- Akeroyd, John (2008). A Beginner's Guide to Ireland's Wild Flowers. Sherkin Island⁠(d) Marine Station. ISBN 9781870492232.
- The wild plants of Sherkin, Cape Clear and adjacent Islands of West Cork. Sherkin Island Marine Station (1996)